# Alfred Merz
Alfred Merz (24. ledna 1880, Perchtoldsdorf, Dolní Rakousko – 16. srpna 1925, Buenos Aires, Argentina) byl rakouský geograf a oceánograf.
Je po něm pojmenován Merzův poloostrov.

## Dílo
- Hydrographische Untersuchungen im Golf von Triest (1911)
- Die Oberflächentemperatur der Gewässer (1920)
- Die atlantische Vertikalzirkulation s Georgem Wüstem (1922–1933)